# Drentsche Voetbalbond
De Drentsche Voetbalbond (DVB) was een in 1926 opgerichte overkoepelende organisatie van Drentse voetbalclubs. Het is voorgekomen uit de Zuid-Drentsche voetbalbond en de Veenkoloniale Voetbalbond.
Bij de Drentsche Voetbalbond waren clubs uit geheel Drenthe aangesloten. Een uitzondering hiervan waren de regio's Meppel en Hoogeveen, die waren aangesloten bij de Noord-Centrale Voetbalbond, en enkele clubs uit het noorden van de provincie, die waren aangesloten bij de Groninger Voetbalbond (GVB). Voor de oprichting van de Drentsche Voetbalbond speelden sommige clubs uit de regio Assen bij de GVB, en zijn vanaf 1926 langzamerhand bij de DVB gekomen.

## Oprichting
Op 3 januari 1926 werd in hotel Groothuis te Emmen door de afgevaardigden van NEC, CVC, VIOS Oosterhesselen, CVV Germanicus, D.T.V. en Sparta (uit Borger) besloten tot het oprichten van de Drentsche Voetbalbond. Later werd ook nog NAB lid. De Drentse voetbalbond heeft bestaan tot 1 juli 1996. Op die datum werden de afdelingen Friesland, Drenthe en Groningen samengevoegd tot district Noord van de KNVB.
Tot 1940 was de bond zelfstandig, hierna ging net zoals andere voetbalbonden op in de Nederlandse Voetbalbond (NVB) en werden ze een onderbond hiervan.
In 1996 werden alle onderbonden opgeheven, zo ook de Drentse Voetbalbond.

## Indeling
Tot en met het seizoen 1995/96 kende de Drentsche Voetbalbond een Eerste, Tweede en Derde Klasse. Clubs konden vanuit de Eerste Klasse promoveren naar de Vierde Klasse van de KNVB, dat was op dat moment het laagste niveau bij de KNVB. En andersom degradeerde ze vanuit de Vierde Klasse KNVB naar de Eerste Klasse van DVB. Toen in 1996 de onderbond werd opgeheven richtte de KNVB een nieuwe Vijfde, Zesde en Zevende Klasse op. De clubs uit de Eerste Klasse DVB kwamen in de Vijfde Klasse, clubs uit de Tweede Klasse DVB kwamen in de Zesde Klasse KNVB en clubs uit de Derde Klasse DVB kwamen in de Zevende Klasse KNVB.